# تیتوس هرمینیوس
تیتوس هرمینیوس آکوئیلینوس (به لاتین: Titus Herminius Aquilinus) یک دولت‌مرد و قهرمان ملی جمهوری روم و کنسول آن در سال ۵۰۶ قبل از میلاد بود که در دو جنگ مهم اوایل این جمهوری، محاصرهٔ روم به‌دست پورسنا و نبرد دریاچه رگیلوس، شرکت کرده بود و بیشتر شهرتش به‌سبب دفاع از پل تیبر در جنگ نخست است.

## تبار
او از خاندان هرمینیان بود که از خاندان‌های اشرافی اوایل جمهوری روم به‌حساب می‌رفت.

## جنگ با اتروسکان
پس از تجاوز سکستوس تارکوئینیوس به لوکرتیا و سرنگونی نظام پادشاهی روم و اخراج لوکیوس تارکوئینیوس متکبر از روم در ۵۰۹ ق. م، تارکوئینیوس متکبر با خاندانش به دربار لارس پورسنا، پادشاه دولت‌شهر اتروسکی کلوسیوم، پناهنده شد و درخواست کرد که برای محاصرهٔ روم و درهم شکستن جمهوری نوپا و بازگرداندن او و فرزندانش به تاج‌وتخت آنجا یاری‌اش کند. پورسنا پذیرفت و با سپاهی گران روانهٔ روم شد. ابتدا، تپهٔ یانیکولوم، بر کرانهٔ شمالی تیبر، را متصرف شد و سپس به‌سوی پل سوبلیکیوس، تنها پل روی تیبر، راهی شد تا با گذر از آن به کرانهٔ جنوبی رود برسد و بر روم حمله ببرد. قوای رومی یانیکولوم را واگذار کرده به کرانهٔ جنوبی عقب‌نشستند و شروع به تخریب پل کردند، مبادا دشمن آن را متصرف گردد و با آن به شهر دسترسی یابد. سه رومی بر روی پل باقی ماندند تا دشمن را مشغول خود کنند و همرزمانِ پشت‌سرشان وقت کافی برای تخریب پل را داشته باشند: هوراتیوس کوکلس و اسپوریوس لارکیوس و تیتوس هرمینیوس.
به هر روی، این سه تن از پل در برابر حملهٔ دشمن دفاع کردند و همرزمان دیگر در پشت‌سرشان با قدرت مشغول تخریب پل شدند. سرانجام، وقتی تنها بخش کوچکی از پل سالم باقی ماند و تخریب‌کنندگان از آن سه خواستند از طریق قسمت سالم‌ماندهٔ پل عقب بنشینند، هوراتیوس از هرمینیوس و لارکیوس خواست تا عقب‌بنشینند. پس چون آن دو از قسمت سالم پل استفاده کردند و به کرانهٔ جنوبی تیبر عقب نشستند، هوراتیوس همچنان تنهایی به دفاع ادامه داد تا اینکه رومیانِ پشت‌سرش پل را به‌طور کامل تخریب کردند. آنگاه، هوراتیوس به داخل رود پرید. در این‌باره که هوراتیوس زنده ماند و با شنا به آنسوی تیبر رسید یا در رود غرق شد منابع اختلاف دارند.
بدین‌سان، با ویرانی پل دشمن اتروسکی نتوانست بر روم حمله ببرد. پس ناچار به محاصرهٔ شهر پرداخت تا مگر رومیان از گرسنگی تسلیم شوند. پوبلیوس والریوس پوبلیکولا، که کنسولِ آن سال و فرماندهٔ کل قوای جمهوری بود، نقشه‌ای چید تا دشمن را به داخل شهر بکشاند و قلع‌وقمع کند: نخست افراد سپاه را فرمود با تجمع در دروازهٔ ازکوئیلینوس، که از دشمن دورتر بود، احشام و گله‌ها را رها کنند تا دشمن به طمع ربودن احشام وارد شهر شود. سپس تیتوس هرمینیوس را فرمود با نیروهایی کم‌شمار در دو مایلی شهر مخفی شود، اسپوریوس لارکیوس را نیز فرمود با جوانانی سبک‌اسلحه در دروازهٔ کولینا منتظر بماند و پس از ظهور دشمن بر او بتازد تا نتواند به‌سوی تیبر عقب بنشیند. پس چون این تله‌ها را چید، خودش و کنسولِ همکارش، تیتوس لوکرتیوس، و نیروهای تحت امرش نخستین کسانی بودند که با اتروسکان مقابل شدند. بعد که درگیری شد و هرمینیوس صدای جنگ را شنید، از کمینگاهش به بیرون جَست و بر عقبهٔ اتروسکان، که با والریوس سرگرم بودند، تاخت و لارکیوس و افرادش نیز راه عقب‌نشینی را بر ایشان بستند. بدین‌سان، اتروسکانی که به‌خیال به‌غنیمت بردنِ احشام وارد روم شده بودند قتل‌عام شدند. بعدتر، وقتی پورسنا سرسختی رومیان در دفاع از جمهوری و آزادی‌شان را دید، از محاصرهٔ شهر دست کشید و با ایشان صلح کرد و تارکوئینیان را جواب نمود.

## کنسولی
هرمینیوس به‌همراه اسپوریوس لارکیوس، همرزمش در دفاع از پل، در سال ۵۰۶ ق.م. (چهارمین سال تأسیس جمهوری) به کنسولی برگزیده شدند.

## جنگ با لاتینان
پس از آنکه لارس پورسنا با رومیان در صلح شد و محاصرهٔ روم را برچید و از یاری به تارکوئینیان دست برداشت، تارکوئینیوس متکبر با خاندانش به دولت‌شهر توسکولوم، تحت سلطهٔ دامادش اکتاویوس مامیلیوس، پناهنده شد. مامیلیوس چند سال را در تدارک جنگی بزرگ برضد روم سپری کرد و سی دولت‌شهر لاتین (همسایگان جنوبی روم که دولت خودش نیز جزو آنان بود) را برای جنگ با جمهوری روم برانگیخت. در ۴۹۹ یا ۴۹۶ ق. م، که جنگ با لاتینان قطعی شده بود، رومیان آئولوس پستومیوس و تیتوس اِبوتیوس را به‌ترتیب به‌سمت دیکتاتور و ارباب سواران برگزیدند و هرمینیوس را نیز از سرداران ارشد سپاه قرار دادند. در این نبرد، ابوتیوس بر مامیلیوس تاخت و مامیلیوس نیز مقابله‌به‌مثل کرد که هر دو مجروح شدند و ابوتیوس از نبرد بیرون رفت و مامیلیوس نیز پس از قدری مداوا باز به نبرد بازگشت. وقتی می‌خواست به کمک گردان تارکوئینیان بشتابد، هرمینیوس او را دید و شناخت و بر وی تاخت و، با شدت و حدتی بیش از آنکه ابوتیوس نشان داده بود، او را به نیزه‌ای زد و کشت. لیکن خودش هم وقتی داشت غنایم دشمن را برمی‌گرفت، به نیزه‌ای مجروح شد، و چون او را به اردوگاه پس‌بردند تا مداوایش کنند، از شدت جراحت جان داد.

## در ادبیات
تامس ببینگتن مکولی در اشعار روایی روم باستان ایستادگی هرمینیوس و دو همرزمش در برابر قوای لارس پورسنا بر سر پل سوبلیکیوس را به‌نظم کشانده‌است.